# Ankanagondi, Chik Ballapur
Ankanagondi là một làng thuộc tehsil Chik Ballapur, huyện Kolar, bang Karnataka, Ấn Độ.